# Tura (ingegneria civile)

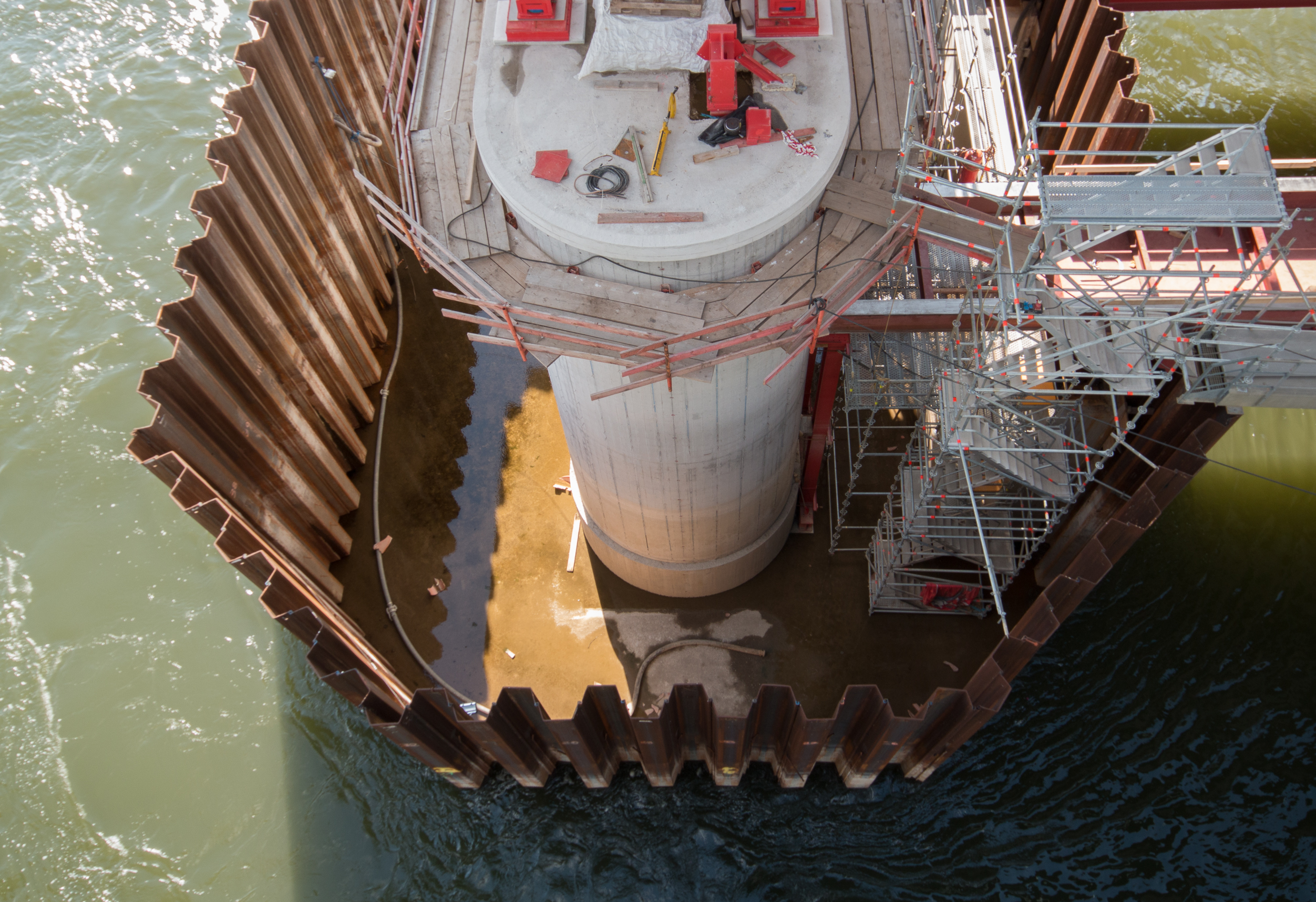
Una tura per la costruzione del pilastro d'un ponte in Germania nel 2015

Una tura è una struttura provvisoria per mettere all'asciutto un tratto di terreno sommerso, per esempio allo scopo di costruire le fondazioni d'un fabbricato o d'un manufatto.
Normalmente è costituita da una barriera di materiale impermeabile che delimita l'area su cui si vuole lavorare, l'acqua viene pompata via per creare un ambiente facilmente accessibile.